# بيل لويد
بيل لويد (بالإنجليزية: William Lloyd) هو لاعب كرة مضرب أسترالي، ولد في 7 مايو 1949 في سيدني في أستراليا.

## وصلات خارجية
- بيل لويد على موقع رابطة محترفي التنس (الإنجليزية)
- بيل لويد على موقع الاتحاد الدولي لكرة المضرب (الإنجليزية)